# Kafarnaum

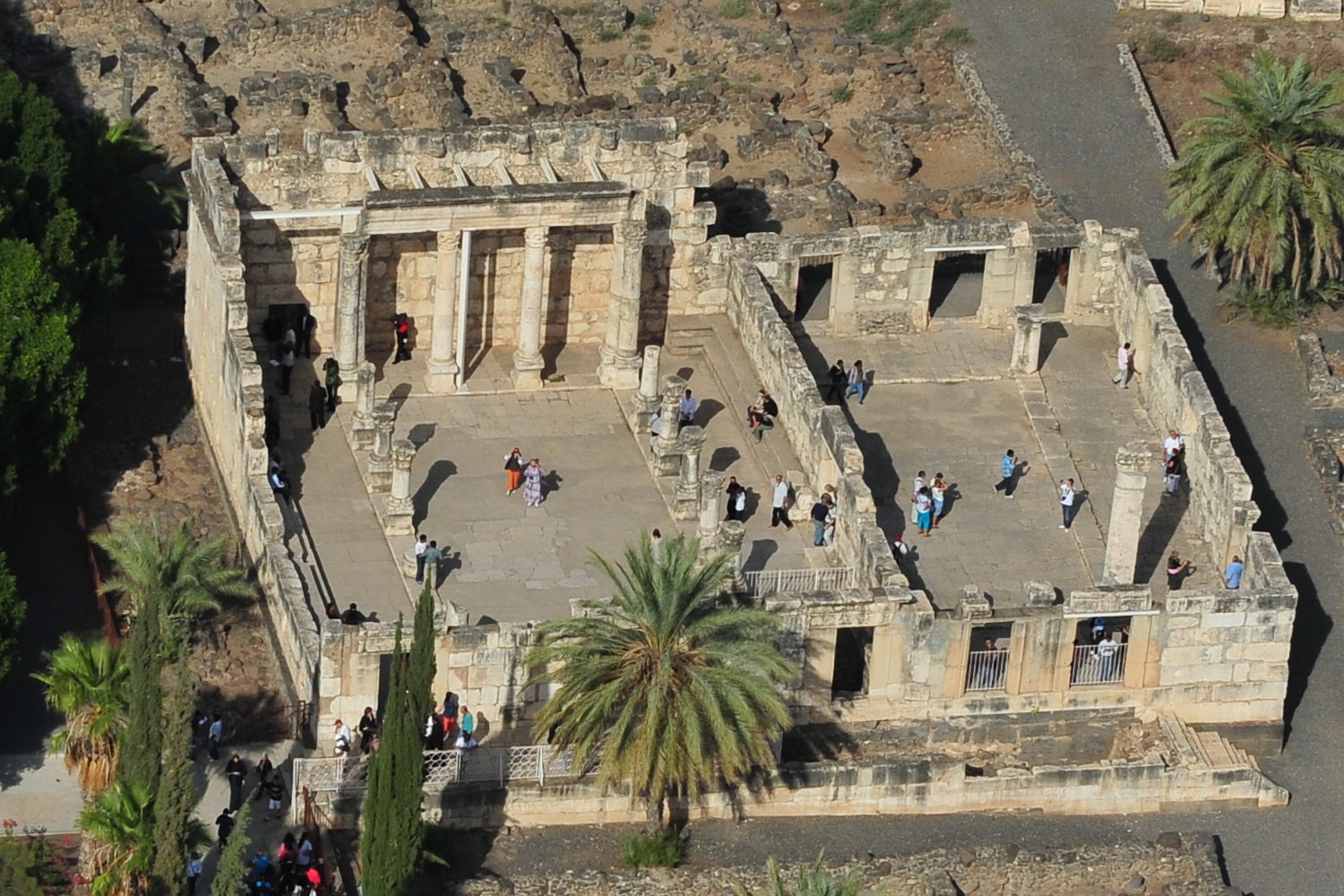
Synagoga v Kafarnaum

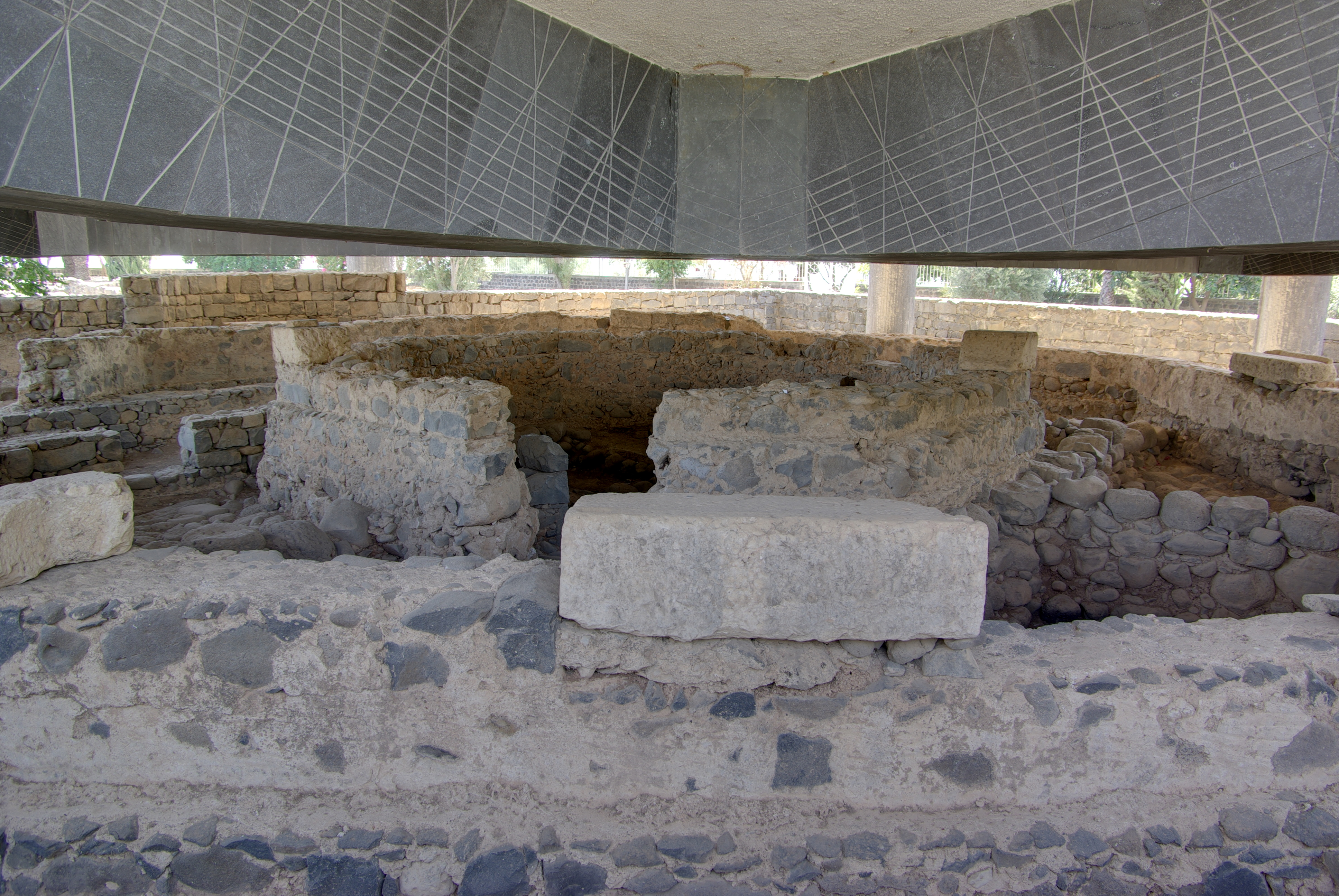
Kostel sv. Petra postavený na základech starověkého domu

Kafarnaum (anglicky  Kapernaum, hebrejsky כפר נחום Kfar Nachum, vesnice Nahumova, latinsky Caperanum) je významná archeologická lokalita na břehu Galilejského jezera v dnešním Izraeli. Původně zde byla starověká rybářská vesnice, později židovské a dosud křesťanské poutní centrum.  

## Dějiny
Jeho existence je známa z evangelií, mimo jiné jako působiště Ježíše Krista a sv. Petra. O jeho počátcích informoval římský historik Flavius a někteří poutníci vrcholného a pozdního středověku. Podle rozsáhlého archeologického výzkumu, ukončeného roku 1980, bylo Kafarnaum osídleno od 2. století př. n. l. a opuštěno někdy před křížovými výpravami. 
Kafarnaum je opakovaně zmiňováno v evangeliích. Ježíš v sousední Betsaidě získal apoštoly – místní rybáře a z Kafarnaum učinil své působiště. Kázal zde v synagoze, učinil zde mnoho zázračných uzdravení a povolal celníka Matouše. Podle tradice je původní synagoga ta, kde kázal Ježíš, a kostel sv. Petra na místě Petrova domu, domus ecclesiae (dům shromáždění), jak jsou označovány soukromé kultovní stavby raných křesťanů.

## Památky
- synagoga se sloupovým nádvořím, dostavená ve 4.- 5. století n. l. na základech starší synagogy, jedna z nejvýznamnějších antických architektonických památek této doby v Izraeli; podle bohaté architektonické výzdoby stavěná pravděpodobně za podpory římského císaře Juliána[1]
- Byzantský chrám ze 6. století - základy na osmibokém půdorysu
- moderní poutní kostel svatého Petra, postavený roku 1980 nad základy domnělého obydlí sv. Petra
- dvě desítky základů dalších obytných stav včetně zbytků vybavení (lis na olivy, mlýnské kolo, kamenný hmoždíř, zásobnice na vodu, chladicí sklepy).
- františkánský klášter, který spravuje uzavřený náboženský a turistický prohlídkový areál.
- Hora Blahoslavenství